# Polabiny (přírodní památka)
Polabiny byla přírodní památka poblíž obce Opatovice nad Labem v okrese Pardubice a Vysoká nad Labem v okrese Hradec Králové. Důvodem ochrany bylo mrtvé rameno Labe se vzácnými společenstvy rostlin a živočichů, uchovávající tvářnost Polabí před nástupem intenzivní zemědělské výroby.. Územní ochrana bylo vyhlášeno 23. srpna 1983 a zrušeno 15. ledna 2000.